# Hilde Antes
Hilde „Hilda“ Antes (bürgerlich Hilde Peters, * 12. Juni 1929 in Sulzbach/Saar; † 12. Januar 2016) war eine deutsche Leichtathletin, die für das Saarland antrat.
Die Sportlerin vom SV Saar 05 Saarbrücken nahm 1952 mit der Mannschaft des Saarlands an den Olympischen Spielen in Helsinki teil. Im 80-Meter-Hürdenlauf stellte sie mit 12,0 Sekunden einen neuen saarländischen Rekord auf, schied aber als Vierte ihres Vorlaufes aus. Mit der 4-mal-100-Meter-Staffel in der Besetzung Inge Glashörster, Inge Eckel, Hilda Antes und Ursula Finger stellte sie in 49,0 Sekunden als Fünfte ihres Vorlaufes ebenfalls einen neuen Landesrekord auf.

## Bestleistungen
- 100-Meter-Lauf: 12,9 Sekunden 1952
- 200-Meter-Lauf: 28,1 Sekunden 1953
- 80-Meter-Hürdenlauf: 12,0 Sekunden 1952